# 宛耀宾
宛耀宾（1932年5月9日—2006年1月19日），男，回族，直隶（今河北）文安人，中国伊斯兰教人物，曾任国务院宗教事务局副局长，中国伊斯兰教协会副会长兼秘书长，中国伊斯兰教经学院副院长，第九届全国政协委员。